# Nordstadt (Göttingen)

Lage des Stadtbezirks Nordstadt im Stadtgebiet von Göttingen

Die Nordstadt ist einer von 18 Stadtbezirken der niedersächsischen Universitätsstadt Göttingen. Sie grenzt direkt nördlich an den Göttinger Stadtbezirk Innenstadt.
Direkte Nachbarn des Stadtbezirks Nordstadt sind nur Göttinger Stadtbezirke, nämlich – vom Westen aus im Uhrzeigersinn – Weststadt, Weende, Oststadt und Innenstadt.
In der Nordstadt leben auf einer Fläche von 1,85 km² 9.341 Einwohner (Stand: 31. Dezember 2023). Von der Fläche her ist die Nordstadt – nach dem Stadtbezirk Innenstadt – der zweitkleinste Göttinger Stadtbezirk.